# هوهانس اونیک قریبیان
هُوْهانِس اونیک قریبیان (ارمنی: Հովհաննես Օնիկ Ղարիբյան زاده ۱۸۹۹ - درگذشت ۱۹۸۵)، طراح، مهندس و معمار اهل ارمنستان بود.

## زندگی‌نامه
هوهانس اونیک قریبیان (۱۲۷۸ خورشیدی) در تفلیس به دنیا آمد. وی دانش آموختهٔ رشتهٔ معماری در سال ۱۹۲۷ (۱۳۰۶) از دانشگاه کی‌یف اوکراین بود. او در ایروان به عنوان معمار درجه یک به کار پرداخت. هوانس در سال ۱۹۳۰ (۱۳۰۹) به ایران آمد و در تبریز به عنوان معمار شهرداری و سپس در ارومیه و تهران ۱۹۴۱ (۱۳۲۰) با سمت معمار و مهندس ناظر بناهای نظامی انجام وظیفه کرد.
هوهانس قریبیان به دستور رضاشاه به مازندران رفت و تا سال ۱۹۳۸ (۱۳۱۷) در سمت معمار بناهای سلطنتی، آن جا مشغول به کار شد.
وی در ۱۹۸۵ (۱۳۶۴) در سن ۸۶ سالگی درگذشت.

## آثار
- بناهای سلطنتی رضاشاه
- کاخ مرمر رامسر
- مهمانخانهٔ رامسر